# Крістінегамн (комуна)
Комуна Крістінегамн (швед. Kristinehamns kommun) — адміністративно-територіальна одиниця місцевого самоврядування, що розташована в лені Вермланд у центральній Швеції.
Крістінегамн 77-а за величиною території комуна Швеції. Адміністративний центр комуни — місто Крістінегамн.

## Населення
Населення становить 23 725 чоловік (станом на вересень 2012 року). 
| Кількість населення комуни Крістінегамн за 1810-2010 роки | Кількість населення комуни Крістінегамн за 1810-2010 роки | Кількість населення комуни Крістінегамн за 1810-2010 роки | Кількість населення комуни Крістінегамн за 1810-2010 роки | Кількість населення комуни Крістінегамн за 1810-2010 роки |
| --------------------------------------------------------- | --------------------------------------------------------- | --------------------------------------------------------- | --------------------------------------------------------- | --------------------------------------------------------- |
| Рік                                                       |                                                           |                                                           | Населення                                                 |                                                           |
| 1810                                                      | 1810                                                      |                                                           | 10 785                                                    | 10 785                                                    |
| 1850                                                      | 1850                                                      |                                                           | 14 962                                                    | 14 962                                                    |
| 1900                                                      | 1900                                                      |                                                           | 18 002                                                    | 18 002                                                    |
| 1950                                                      | 1950                                                      |                                                           | 25 958                                                    | 25 958                                                    |
| 1970                                                      | 1970                                                      |                                                           | 27 851                                                    | 27 851                                                    |
| 1980                                                      | 1980                                                      |                                                           | 26 977                                                    | 26 977                                                    |
| 1990                                                      | 1990                                                      |                                                           | 25 865                                                    | 25 865                                                    |
| 2000                                                      | 2000                                                      |                                                           | 24 297                                                    | 24 297                                                    |
| 2010                                                      | 2010                                                      |                                                           | 23 808                                                    | 23 808                                                    |
| Джерело: SCB                                              |                                                           |                                                           |                                                           |                                                           |

## Населені пункти
Комуні підпорядковано 5 міських поселень (tätort) та низка сільських, більші з яких:
- Крістінегамн (Kristinehamn)
- Бйорнеборг (Björneborg)
- Бекгаммар (Bäckhammar)
- Ельме (Ölme)
- Ниббле (Nybble)

- Альстер (Alster)
- Весе (Väse)

## Міста побратими
Комуна підтримує побратимські контакти з такими муніципалітетами:
- Комуна Фарсунд, Норвегія
- Сейнайокі, Фінляндія
- Раутаваара, Фінляндія
- Ельва, Естонія
- Бродниця, Польща

## Галерея

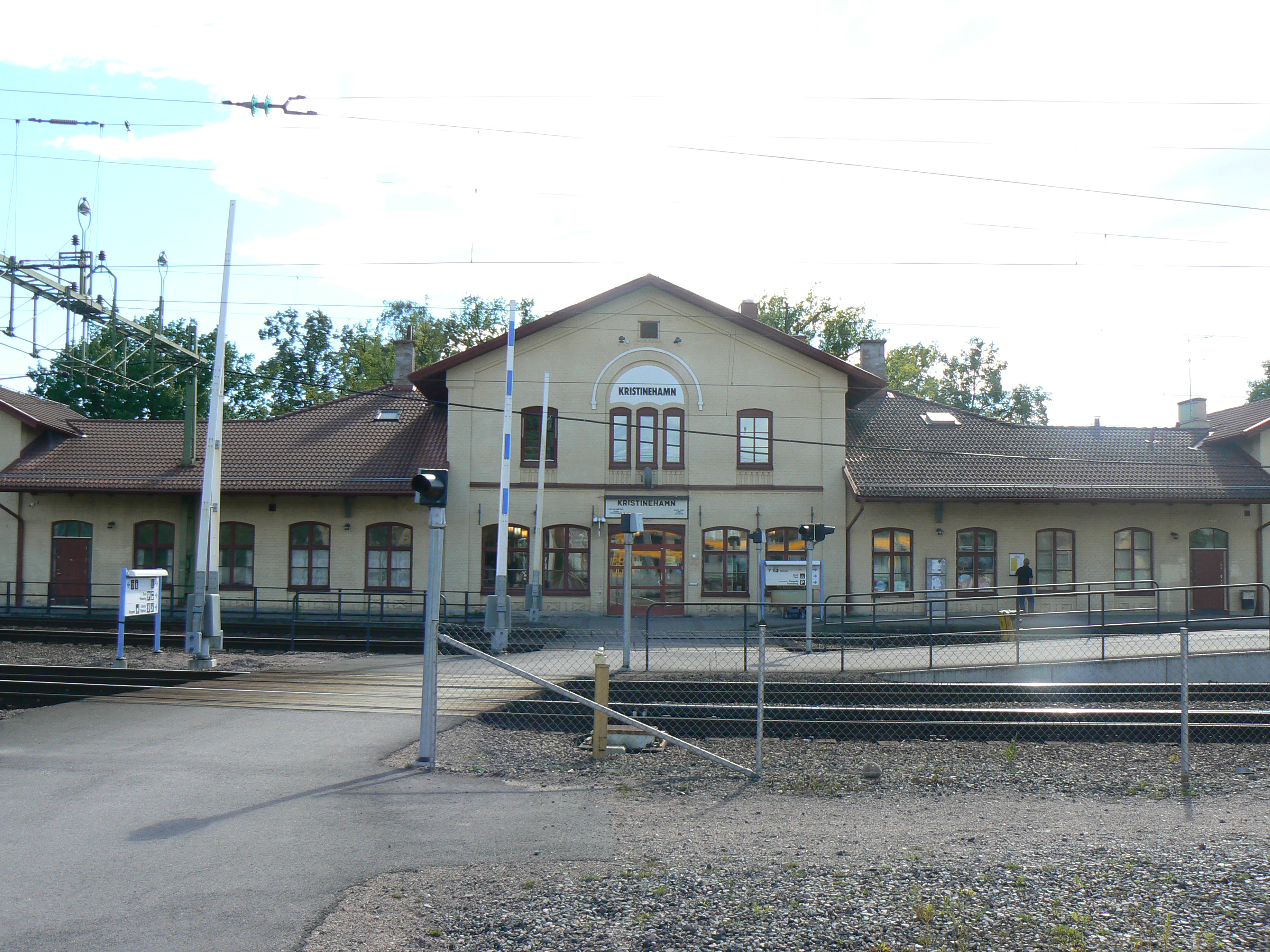
Залізничний вокзал (Крістінегамн)
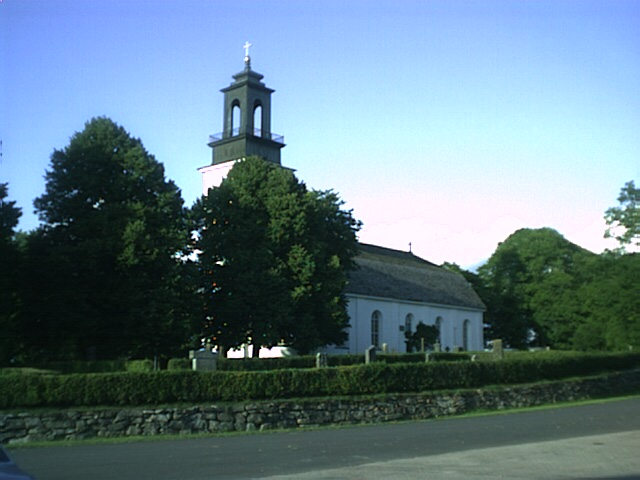
Церква (Ельме)
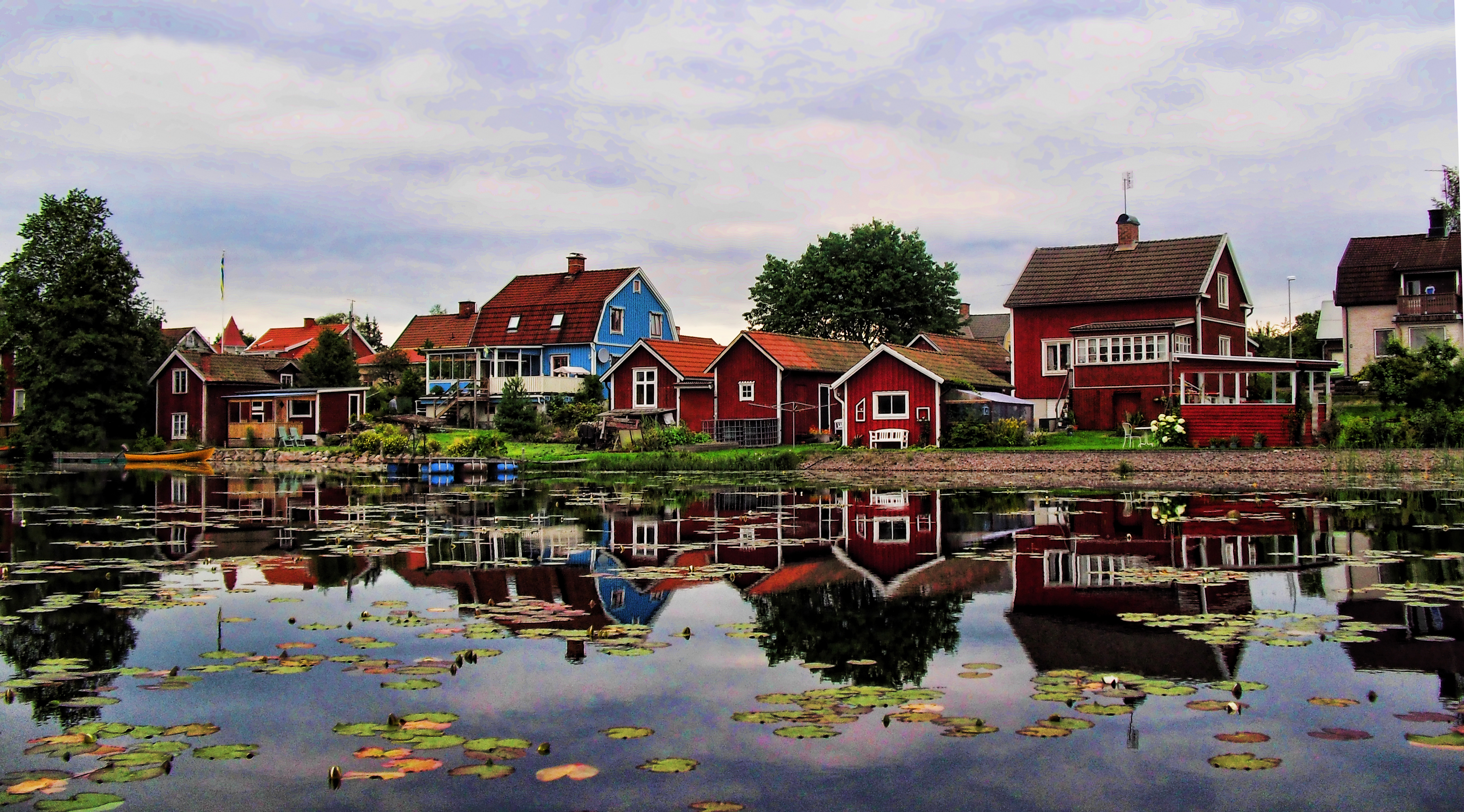
Містечко Бйорнеборг
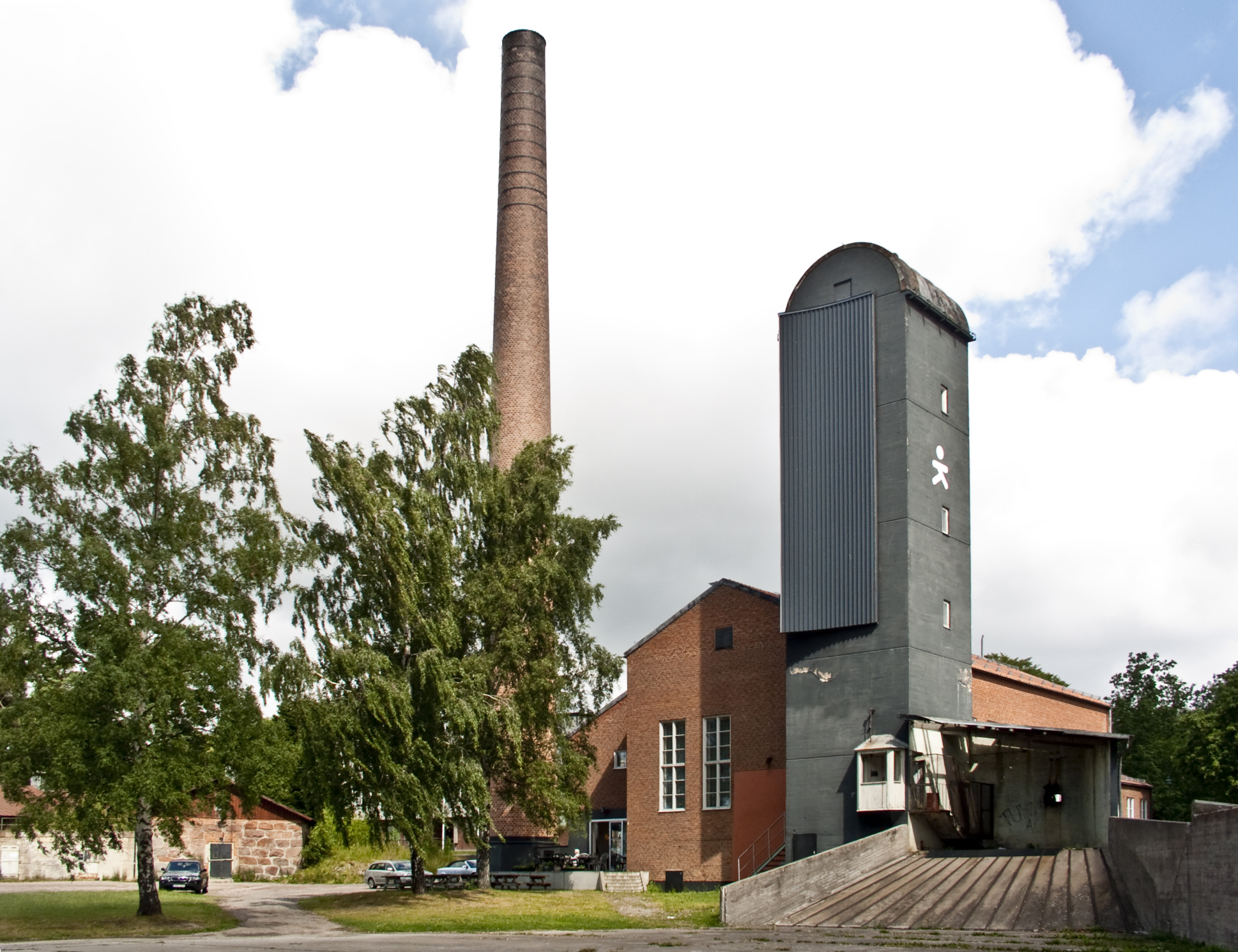
Художній музей (Крістінегамн)

## Виноски
1. ↑  Folkmangd i riket, lan och kommuner (шв.) . Центральне бюро статистики Швеції. Архів оригіналу за 20 серпня 2013. Процитовано 8 лютого 2013.